# Exeter
Exeter (ejtsd kb. ekszitör) város az Egyesült Királyságban, Délnyugat-Angliában, Devon megye székhelye. Kikötő az Exe folyó partján. Lakossága 120 ezer fő volt 2010-ben.
Írott története a római időkig nyúlik vissza. A város még őrzi a római városfal maradványait, továbbá a normann kori vár, a Rougemont Castle romjait. A Szt. Péter Katedrális két tornya a normann korból való (12-15. század).

## Éghajlat
| Hónap                         | Jan.  | Feb. | Már. | Ápr. | Máj. | Jún. | Júl. | Aug. | Szep. | Okt. | Nov. | Dec.  | Év    |
| ----------------------------- | ----- | ---- | ---- | ---- | ---- | ---- | ---- | ---- | ----- | ---- | ---- | ----- | ----- |
| Rekord max. hőmérséklet (°C)  | 16,6  | 14,9 | 21,0 | 23,6 | 27,5 | 33,5 | 32,2 | 32,4 | 26,9  | 26,0 | 18,6 | 15,9  | 33,5  |
| Átlagos max. hőmérséklet (°C) | 8,8   | 8,8  | 11,1 | 13,3 | 16,8 | 19,8 | 21,7 | 21,5 | 19,2  | 15,2 | 11,7 | 9,1   | 14,8  |
| Átlagos min. hőmérséklet (°C) | 2,7   | 2,4  | 3,7  | 4,5  | 7,6  | 10,5 | 12,4 | 12,3 | 10,3  | 8,0  | 4,8  | 2,4   | 6,8   |
| Rekord min. hőmérséklet (°C)  | −15,0 | −9,3 | −9,6 | −4,4 | −1,7 | 0,9  | 2,1  | 2,0  | −1,0  | −3,9 | −6,2 | −16,4 | −16,4 |
| Átl. csapadékmennyiség (mm)   | 82    | 61   | 57   | 62   | 57   | 48   | 46   | 53   | 59    | 89   | 83   | 87    | 785   |
| Havi napsütéses órák száma    | 58    | 73   | 110  | 163  | 190  | 195  | 193  | 177  | 136   | 97   | 72   | 51    | 1513  |
| Forrás: Met Office, KNMI      |       |      |      |      |      |      |      |      |       |      |      |       |       |

## Látnivalók
- Exeteri vár (Rougemont Castle)
- Történelmi rakpart (Historic quayside)
- Középkori templomok a város központjában és a székesegyház
- Parliament Street
- Underground passages
- University of Exeter

## Sport

### Labdarúgás
- Exeter City FC

## Nevezetes szülöttei
- Thomas Bodley (1544–1612),
- Emily Bruni (* 1975), színész
- William Kingdon Clifford (1845–1879), filozófus és matematikus
- Beth Gibbons (* 1965),énekes
- Matthew Goode (* 1978), színész
- Nicholas Hilliard (1547–1619), festő
- James Holden (* 1979), zenész
- James Holman (1786–1857),
- Richard Hooker (1554–1600), anglikán teológus
- Bradley James (* 1983), színész
- Chris Martin (* 1977), énekes
- Henrietta Anne Stuart (1644–1670) angol királyi hercegnő, orléans-i hercegné
- William Temple (1881–1944), egyházi személy
- Harry Tincknell (* 1991),
- Harry és Luke Treadaway (* 1984), színészek